# 草沙蚕
草沙蚕（学名：Tripogon bromoides）为禾本科草沙蚕属下的一个种。

## 扩展阅读
- 維基物種上的相關：草沙蚕